# Laccoptera murrayi
Laccoptera murrayi là một loài bọ cánh cứng trong họ Chrysomelidae. Loài này được Boheman miêu tả khoa học năm 1862.